# Balásana

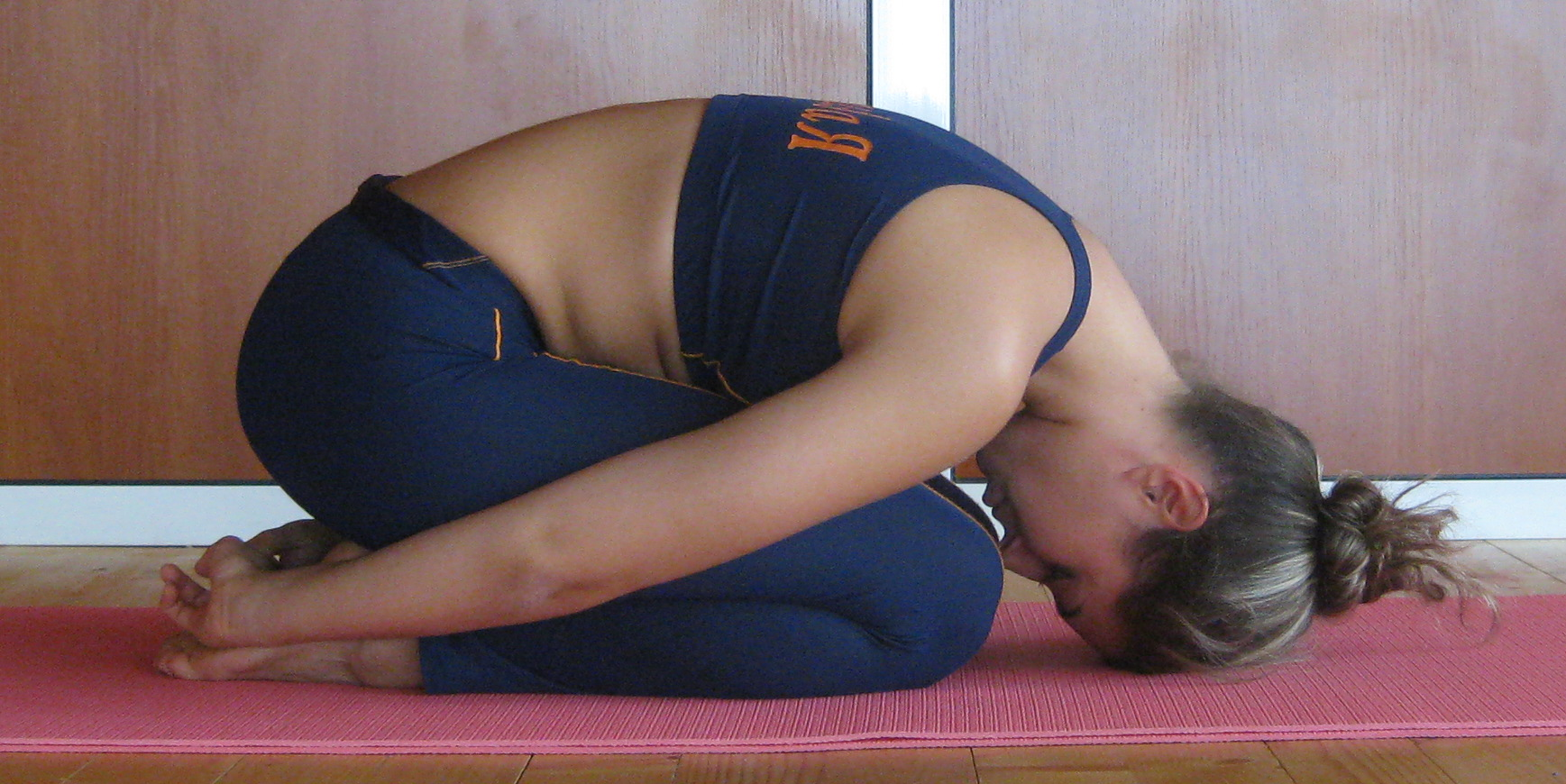
pozice Dítěte

Balásana (बालासन) neboli pozice dítěte je asana. Balasana je protiásanou pro jiné  a je obvykle praktikována před a po Sirsásaně.

## Etymologie
Název pochází ze sanskrtského slova bala dítě a asana (आसन) držení těla .

## Popis
V této ásaně je tělo obrácené do podlahy v poloze plodu. Kolena a kyčle jsou ohnuté s holeněmi na podlaze. Hrudníku může spočinout na kolenou nebo kolena mohou být rozložena do šířky jógamatky a hrudníku se propadne mezi kolena. Hlava je natažené dopředu směrem k zemi – čelo se nesmí dotýkat země. Paže mohou být natažené dopředu před hlavu nebo dozadu směrem k nohám.